# Досије икс (8. сезона)
Осма сезона серије Досије икс је емитована од 5. новембра 2000. до 20. маја 2001. године и броји 21 епизоду.
Осма сезона се наслања на наставак приче с краја 7 сезоне о Молдеровој отмици од стране ванземаљаца.
Први део сезоне се говори о потрази за Молдером док други део сезоне заузима прича о Скалиној трудноћи мада се о њој прича протеже кроз целу сезону.
Дејвид Дуковни је напустио главну поставу након епизоде "Споља (3. део)", да би се у исту вратио у епизоди "Дар" и као повремени главни лик  појављује се само у половини епизода. Роберт Патрик се придружио главној постави на почетку сезоне као замена за лик Молдера.
Сезона истражује и обрађује  различите теме попут живота, смрти и веровања.
Сезона је обележила први наступ Анабет Гиш у тумачењу агенткиње Монике Рејес.
Осим промене кастова, креатор серије Крис Картер обновио је почетне кредите који су остали непромењени од 1 сезоне.
Осма сезона освојила је критичаре но фанови су мање примили од који су многи били незадовољни што је Духовни смањио улогу.
Оцене за ову сезону су у почетку биле јаке али број гледалаца је био мањи и то 13,53 милиона у односу на 7 сезону коју је пратило 14,2 милиона гледалаца.

## Опис
У финалу 7 сезоне, Фокса Молдера су отели ванземаљци. Дејна Скали заједно са посебним агентом Џоном Догетом , челником ФБИ групе, ради на проналаску Фокса Молдера. Иако је потрага у завршетку завршена неуспехом, Догет је додељен Скали на Досије икс на решавању паранормалних појава и случајева.
Када Скали сазна да је неколико жена наводно отето и импрегнирано са ванземаљским бебама, почиње испитивати властиту трудноћу и осећати страх за своје нерођено дете.
Догет упознаје Скaли са специјалном агентицом Моником Рејес , специјалистом ФБИ-а у ритуалном криминалу, недуго пре него што је Молдерово тело изненада појавио у шуми ноћу. Након Молдерове сахране, помоћнику директора Волтеру Скинеру прети Алекс Крајчек  да мора да убије Скалину бебу пре него што се роди. Били Мајлс, вишеструки отмичар који је нестао исте ноћи као и Молдер, враћен је умрлим, али његово тело је васкрсло и враћено у потпуно здравље.  Молдер се такође враћа из смрти, док Скали надгледа његов опоравак. Потпуно подмлађени, Молдер истражује неколико случајева на Досије икс, али пошто се уз наређења да то не чини,  убрзо добија отказ, остављајући Догета задуженог за случајеве. Молдер наставља да пружи информације у незваничном капацитету. 
Касније, Молдер, Догет и Скинер сазнају од Крајчека да је ванземаљски вирус који су недавно створили тајни чланови владе Сједињених Држава заменили неколико људи, укључујући Мајлса и неколико висококвалификованих агената ФБИ-а, са такозваним страним „Супер војницима”. Крајчек тврди да су војници практично незаустављиви ванземаљци који желе да се побрине да људи не преживе колонизацију Земље. Сазнали су да је Скалијева беба чудесно посебно дете и да се плаши да је то можда веће од њих. Они су тек недавно сазнали о значају бебе, због чега је Крајчек рекао Скинеру да раније убије нерођено дете.  Када Мајлс стигне у главни штаб ФБИ-а, Молдер, Догет, Скинер и Крајчек помажу Скали да побегне заједно са Моником која је одвози на удаљену фарму да би заштитили њу и дете. 
Убрзо након што Скинер убије Крајчека, Скали рађа очигледно нормалну бебу, док је ванземаљски супер војници окружују. Без објашњења, ванземаљци напуштају подручје у које долази Молдер. Док Догет и Рејес подносе извештај заменику директора ФБИ Алвину Кершу у штабу ФБИ-а, они га оптужују и за колаборацију са завереницима.
Молдер одводи Скали и њихов новорођеног сина назад у њен стан. Касније док га је држао у рукама Скали  је саопштила  Молдеру да ће се њихов син звати Вилијам по Молдеровом оцу.
Уплашена за своју и будућност Вилијама и Молдера пита Молдера у чему је истина и шта ће се даље збивати на чему јој одговара пољупцем у уста док заједно држе Вилијама у рукама.

## Продукција
Оригинална насловна уводна шпица серија, направљена 1993. године током прве сезоне емисије, остала је непромењена седам сезона. Са делимичним губитком Духовнија након финала седме сезоне, одлучено је да се ажурирају кредити, који су први пут представљени у премијерној епизоди сезоне осам. У секвенци отварања сада су укључене нове слике, ажуриране фотографије ФБИ за Духовни и Андерсоновом, као и додатак Патрика као главног лика. Значај Духовнија је у отварању кредита само када се појављује у епизоди. Отварање садржи слике Скалине трудноће и, према Франк Спотницу, показује "апстрактно" објашњење за Молдерово одсуство у овој сезони, како пада у око за чије се испоставља да је Скалино.
Након делимичног одласка Духовног, Картер је одлучио да се скоро искључиво фокусира на карактера Догета током прве половине сезоне. То је довело до неког незадовољстава од глумаца и критичара, а нарочито Духовнија и Андерсонове.  Према Том Кешеницу у својој књизи Испитивања, Андерсон наводно "није била одушевљена" због недостатка пажње њеног лика у сезони; Уместо тога, писци су изводили епизоде искључиво за Догета јер је био нови "глас" серије.  Духовни, с друге стране, био је несрећан због тога што Молдерова отмица  није била правилно конципирана. Наводно, Духовни је понудио да пише и усмери епизоду базирану око претпоставке да је Молдер заробљен у ванземаљском свемирском броду, што се види у прве две епизоде 8 сезоне.
Седма сезона серије била је кључна за  крај неких прича везаних за Досије икс. Решене су судбине ликова попут Пушача, Молдерове мајке и решена мистерија око Молдерове сестре Саманте.
Осим тога, након решавања спора о уговору са Фоксом, Духовни је одлучио напустити серију. Ово је допринело неизвесности у вези са вероватноћом развоја осме сезоне.  Картер и већина навијача сматрали су да је серија била на  концу завршетка са Духовнијевим одласком, а Картер је написао "Реквијем", као могуће финале. Међутим, у последњем тренутку је наручена нова сезона, а Духовни се сложио да игра у 12 епизода уместо 21. Због ове промене, сценаристима је било тешко како наставити даљи развој Духовнијевог лика, али  на крају су објаснили да је отет од стране ванземаљаца.
У нади да ће наставити серију, Картер је представио нови централни карактер који ће заменити Молдера: Џон Догет. Више од 100 глумаца је конкурисало за улогу, међу којима су и Лу Диамонд Филипс, Харт Бохнер и Брус Кембел али Крис Картер на крају је одабрао Роберта Патрика. Сезона је такође представила Монику Рејес (коју је  глумила Анабет Гиш), која је у следећој сезони постала главни лик.

## Улоге

### Главне
- Дејвид Дуковни као Фокс Молдер (Епизоде 1–2, 11, 13–21)
- Џилијан Андерсон као Дејна Скали
- Роберт Патрик као Џон Доџет

### Епизодне
- Анабет Гиш као Моника Рејес (Епизоде 14, 17, 20–21)
- Мич Пилеџи као Волтер Скинер (Епизоде 1–3, 12, 14–17, 19–21)

## Епизоде
| Бр. у серији | Бр. у сезони | Назив                     | Редитељ        | Сценариста                                                 | Пpемијерно емитовање |
| --- | ------------ | ------------------------- | -------------- | ---------------------------------------------------------- | -------------------- |
| 162 | 1            | Унутар (2. део)           | Ким Менерс     | Крис Картер                                                | 5. новембар 2000.    |
| Јединица ФБИ-ја је организована да пронађе Фокса Молдера, али Дејна Скали сумња на вођу јединице, специјалног агента Џона Догета, па уместо тога одлучује да пронађе свог изгубљеног партнера са Волтером Скинером.                                                                   |              |                           |                |                                                            |                      |
| 163 | 2            | Споља (3. део)            | Ким Менерс     | Крис Картер                                                | 12. новембар 2000.   |
| У једној школи у пустињи Аризоне, Догет, Скали, Гибсон и Скинер - као и тамошњи ученици и агенти - не знају коме да верују јер је ловац на награде међу њима и - у близини свемирског брода - на Молдеру се врше огледи.                                                              |              |                           |                |                                                            |                      |
| 164 | 3            | Стрпљење                  | Крис Картер    | Крис Картер                                                | 19. новембар 2000.   |
| Пошто је додељен Досијеу Икс, Џон Догет се придружује Скали на истрази низа убистава које је изгледа починила нека шишмишаста фигура. Пошто им је први заједнички случај, Скали и Догет откривају да им технике истраживања нису сличне.                                              |              |                           |                |                                                            |                      |
| 165 | 4            | Тркачи                    | Род Харди      | Винс Гилиган                                               | 26. новембар 2000.   |
| Радећи сама, Скали прогони секту која ради на неким организмима, али током својих напора да спаси непознату особу, открива да се увалила преко главе. |              |                           |                |                                                            |                      |
| 166 | 5            | Инвокација                | Ричард Комптон | Дејвид Аман                                                | 3. децембар 2000.    |
| Након што је био отет више од десет година, дечак се тајанствено поново појављује, али није остарио ни мало. Док случај буди болне успомене Догету, сумње расту да дечак није оно што јесте.                                                                                          |              |                           |                |                                                            |                      |
| 167 | 6            | Овтсибу                   | Питер Маркл    | Синопис: Стивен Мида Сценарио: Стивен Мида и Данијел Аркин | 10. децембар 2000.   |
| Након што му је жена убијена, Догетов друг адвокат покушава да скине љагу са свог имена за злочин, али дани иду наопако. |              |                           |                |                                                            |                      |
| 168 | 7            | По негативу               | Тони Вармби    | Френк Спотниц                                              | 17. децембар 2000.   |
| Догет и Скинер раде да зауставе низ убистава тајанственог вође секте док Скали узима слободне дане да се суочи са раним симптомима своје трудноће. |              |                           |                |                                                            |                      |
| 169 | 8            | Дератизација              | Теренс О'Хара  | Грег Вокер                                                 | 7. јануар 2001.      |
| Смртоносно рањавање агента за некретнине док је био сам у једном затворском блоку тера Догета да нађе мотив са највишим методом, али ускоро откривају да овај случај није као што изгледа.                                                                                            |              |                           |                |                                                            |                      |
| 170 | 9            | Спасење                   | Род Харди      | Џефри Бел                                                  | 14. јануар 2001.     |
| Догет и Скали налећу на мртваца који је још жив - сем што се нешто променило. Оно што су открили је човек направљен од метала и који хоће да се освети онима за које мисли да су га створили.                                                                                         |              |                           |                |                                                            |                      |
| 171 | 10           | Бадла                     | Тони Вармби    | Џон Шибан                                                  | 21. јануар 2001.     |
| Кад се музичар прокријумчарио у Индију, Скали и Догет крећу у потеру за њим док његова тајанственост шири тероризам на две породице у Вашингтону, али Скали ускоро запада у кризу вере кад схвати колико су јој различите технике од Молдерових, иако се труди да верује.             |              |                           |                |                                                            |                      |
| 172 | 11           | Дар                       | Ким Менерс     | Френк Спотниц                                              | 4. фебруар 2001.     |
| Догет наилази на стари случај професионалног „једача душа” који је Молдер крио од Скали за који се нада да ће доказати истину иза Молдерове отмице. |              |                           |                |                                                            |                      |
| 173 | 12           | Медуза                    | Ричард Комптон | Френк Спотниц                                              | 11. фебруар 2001.    |
| Низ бизарних смрти у тунелу Бостонског метроа тера Догета да се придружи професионалцима под земљом да истражи. У међувремену, Скали мора да комуницира са властима на површини који су одлучни да пусте возове у саобраћај.                                                          |              |                           |                |                                                            |                      |
| 174 | 13           | Ручно                     | Ким Менерс     | Крис Картер и Френк Спотниц                                | 18. фебруар 2001.    |
| Скали постаје лично уплетена када пронађе неколико жена које нису могле природно да зачну, а које тврде да су биле отете и оплођена са бебама ванземаљаца. |              |                           |                |                                                            |                      |
| 175 | 14           | Ово се не дешава (1. део) | Ким Менерс     | Крис Картер и Френк Спотниц                                | 25. фебруар 2001.    |
| Догет зове још једну агенткињу, Монику Рејес, да помаже на Молдеровом случају, али Скали се плаши за његову главу јер се недавно опоравио од отмице ванземаљаца. |              |                           |                |                                                            |                      |
| 176 | 15           | Живи мртвац (2. део)      | Тони Вармби    | Крис Картер и Френк Спотниц                                | 1. април 2001.       |
| Три месеца након Молдерове сахране, бивши отмичари се буде из мртвих, а Скали се нада да ће да и партнер да јој васкрсне. У међувремену, Алекс Крајчек нуди Скинеру договор за који тврди да може да спаси Молдеру живот.                                                             |              |                           |                |                                                            |                      |
| 177 | 16           | Три речи                  | Тони Вармби    | Крис Картер и Френк Спотниц                                | 8. април 2001.       |
| Молдер тајно спроводи своју истрагу након што је човек оборен у Белој кући у покушају да обавести председника о долазећој инвазији ванземаљаца. Ипак, ускоро се уваљује преко главе јер покушава да изнесе доказе о колонизацији.                                                     |              |                           |                |                                                            |                      |
| 178 | 17           | Емпедокл                  | Бери К. Томас  | Грег Вокер                                                 | 22. април 2001.      |
| Рејесова тражи Молдерову помоћ истражујући убицину повезаност са нерешеним убиством Догетовог сина, али Молдер се ускоро проналази у сукобу са Догетом. |              |                           |                |                                                            |                      |
| 179 | 18           | Иду                       | Род Харди      | Стивен Мида                                                | 29. април 2001.      |
| Молдер и Догет су замољени да истраже неколико смрти на нафтној платформи, али Молдер је уверен да платформа носи ванземаљско црно уље. У међувремену, Скали, већ у поодмаклој трудноћи, покушава да заштити Молдера у одсуству.                                                      |              |                           |                |                                                            |                      |
| 180 | 19           | Сама                      | Френк Спотниц  | Френк Спотниц                                              | 6. мај 2001.         |
| Док је Скали на породиљском, Догетова партнерка ја млада ентузијастична агенткиња по имену Лајла Харисон која зна све о Досијеу икс, а њена апотеза о Молдеру и Скали му открива ствар или две. Али када су Харисонова и Догет нестали, Молдер издаје наређења у покушају да их нађе. |              |                           |                |                                                            |                      |
| 181 | 20           | Сажетак (1. део)          | Ким Менерс     | Крис Картер                                                | 13. мај 2001.        |
| Молдер, Скинер и Догет налећу на огромне последице Синдикатовог пакта са ванземаљцима, у виду покушаја да се избришу сви докази провера - укључујући Скалино још нерођено дете. Мушкарци зову Рејесову и - невољно - Алекса Крајчека да им помогну.                                   |              |                           |                |                                                            |                      |
| 182 | 21           | Постојање (2. део)        | Ким Менерс     | Крис Картер                                                | 20. мај 2001.        |
| Молдер, Скинер и Догет се суочавају са репликама ванземаљаца док очајнички покушавају да открију заверу у ФБИ-ју. У међувремену, Скали добија трудове, али Рејесова ускоро открива да можда нису сигурни тамо.                                                                        |              |                           |                |                                                            |                      |